# Euaspa tayal
Euaspa tayal is een vlinder uit de familie van de Lycaenidae. De wetenschappelijke naam van de soort werd als Thecla tayal in 1948 gepubliceerd door Esaki & Shirôzu.